# Orgy in Rhythm
Orgy in Rhythm — студійний альбом американського джазового ударника Арта Блейкі, випущений у 1957 році лейблом Blue Note Records. Вийшов на двох LP під назвою Volume One і Volume Two. Є одним з найперших альбомів у джазі, орієнтованих на перкусію.

## Опис
Orgy in Rhythm, Vols. 1-2 став одним з найперших записів у джазі, орієнтованих на перкусію, хоча їй передував, випущений за два тижні до цього альбом Блейкі Drum Suite на лейблі Columbia. На сесії для Blue, яка вийшла на двох LP, Блейкі зібрав наступний колектив: бенд-лідер, Арт Тейлор, Джо Джонс і Спекс Райт на ударних (останні двоє також на литаврах); п'ять перкусіоністів; флейтист Гербі Менн; піаніст Рей Браянт; і басист Венделл Маршалл. Менн грає на різних африканських дерев'яних флейтах, окрім останньої композиції, де він використовує звичайну флейту. З перкусіоністом Сабу, який очолює спів, співаючи на трьох композиціях (сам Блейкі трохи співає на «Toffi»), музика акцентована на африканські мотиви.

## Список композицій
Том 1
1. «Buhaina Chant» (Арт Блейкі)  — 10:30
2. «Ya Ya» (Арт Блейкі)  — 7:06
3. «Toffi» (Арт Блейкі) — 12:20
4. «Split Skins» (Арт Блейкі)  — 8:58

Том 2
1. «Amuck» (Арт Блейкі)  — 6:49
2. «Elephant Walk» (Арт Блейкі)  — 6:56
3. «Come Out and Meet Me Tonight» (Арт Блейкі)  — 5:43
4. «Abdallah's Delight» (Арт Блейкі)  — 9:46

## Учасники запису
- Арт Блейкі — ударні, вокал (3)
- Гербі Менн — флейта
- Рей Браянт — фортепіано
- Венделл Маршалл — контрабас
- Джо Джонс, Спекс Райт — литаври
- Арт Тейлор — ударні
- Сабу — бонго, тімбалес, вокал (1, 6, 7)
- Убальдо Ньєто — тімбалес
- Евіліо Кінтеро — маракаси, перкусія [дерев'яне бревно, тронка]
- Потато Вальдес, Хосе Вальєнте — конга

Технічний персонал
- Альфред Лайон — продюсер
- Руді Ван Гелдер — інженер
- Френсіс Вульфф — фотографія
- Айра Гітлер — текст
- Гарольд Фейнстейн — дизайн